# Giuseppe Bacoccoli
Giuseppe Bacoccoli (Espoleto, 8 de outubro de 1941 — Rio de Janeiro, 17 de novembro de 2009) foi um geólogo ítalo-brasileiro.
Chegou ao Brasil em 1957 com a família. O pai era engenheiro e emigrou a trabalho. Cursou Geologia na Universidade Federal do Rio de Janeiro, formando-se em 1964.
Bacoccoli foi um dos maiores especialistas da área de E&P do setor petróleo brasileiro. Atuou por 34 anos na Petrobras, onde trabalhou no primeiro poço exploratório marítimo no Brasil, situado no Espírito Santo.
Desde o ano 2000, o geólogo atuava como consultor e pesquisador visitante do Programa de Recursos Humanos da Agência Nacional do Petróleo(ANP), junto à COPPE/UFRJ (Coordenação dos Programas de Pós-Graduação em Engenharia da Universidade Federal do Rio de Janeiro).
Em Dezembro de 2008 lançou o livro "O Dia do Dragão: Ciência, Arte e Realidade no Mundo do Petróleo" (ISBN 978-85-61325-10-7), em que narra sua vida profissional reunida em uma coletânea de 36 contos. Do total, 30 narrativas reais de quando acompanhava poços exploratórios em terra e no mar, ao longo dos anos dedicados à Petrobras. Fatos esses que muitas vezes se confundem com a história da própria estatal.